# Zatul Rinpoché
Zatul Rinpoché tibétain : རྫ་སྤྲུལ་རིན་པོ་ཆེ, Wylie : rdza sprul rin po che, de son nom complet Zatul Ngawang Rinzin Kunsang Choekyi Gyaltsen, né en 1941 à Lhassa est un tulkou de l'école Nyingmapa du bouddhisme tibétain et un homme politique tibétain.

## Biographie
Zatul Rinpoché est né à Lhassa en 1941. Il est reconnu par le régent Tagdrag Rinpoché à l'âge de 4 ans comme réincarnation du 10e Zatul Rinpoché, Ngawang Tenzin Norbu. A 6 ans, il s'installe avec ses parents au monastère de Rongbuk.
Zatul Rinpoché reçoit les enseignements de l'école Nyingmapa du bouddhisme tibétain au monastère de Mindroling dans le Lhokha. Lors du soulèvement tibétain de 1959, en mars, il s'enfuit au Népal avec ses parents et ses frères et sœurs par le Khumbu Ghangla et reste dans le Khumbu jusqu'en septembre, puis rejoint l'Inde. Zatul Rinpoché est reçu une première fois en audience par le dalaï-lama en exil à l'occasion d'une visite à Sarnath. Il vit quelque temps à Darjeeling avant de rejoindre un groupe de 10 tulkous et 3 guéshés dont Dagyab Kyabgon Rinpoché et le professeur Samdong Rinpoché à Dharamsala pour apprendre l'anglais.
En octobre 1961, Zatul Rinpoché est nommé directeur le premier groupe de Tibétains à s'installer en Suisse, puis interprète du second au septième groupe rejoignant la Suisse. 
De 1966 à 1971, Zatul Rinpoché étude l'anthropologie culturelle et la japonologie à l'université de Leyde aux Pays-Bas. De 1972 à 1996, Zatul Rinpoché  travaille à la Société de Banque Suisse à Zurich. Zatul Rinpoché est président de l'Association de la communauté tibétaine en Suisse pour deux mandats en 1985-1987 et 1987-1989. De 1986 à 1989, Zatul Rinpoché a été directeur du groupe de danse tibétaine en Suisse et est conseiller du Congrès de la jeunesse tibétaine en Europe et de l'Association d'amitié suisse et tibétaine.
En 1996, Zatul Rinpoché a été élu député du parlement tibétain en exil pour représenter les Tibétains en Europe, et démissionne en 1997, quand il rejoint l'Australie. De 1997 à 1999, Zatul Rinpoché est élu président de l'Association de la communauté tibétaine de Sydney. En mars 1998, avec 28 personnes, Zatul Rinpoché organise une marche de Sydney à Canberra pendant 11 jours.
En 1999, Zatul Rinpoché organise une seconde marche de Canberra à Sydney pour commémorer le 40e anniversaire du soulèvement tibétain de 1959. A cette occasion, il exprime son profond respect pour le dalaï-lama, qui « lui donne espoir et courage moral », mais Zatul Rinpoché s'oppose à l' approche de la voie médiane envers la Chine, où le dalaï-lama a publiquement renoncé a ses engagements précédent d'indépendance complète du Tibet et a donné son accord pour une autonomie réelle à l'intérieur de la République populaire de Chine. Zatul Rinpoché pense alors que dalaï-lama a trop cédé avant que les négociations n'avaient alors pas débutés. 
En Australie, Zatul Rinpoché s'installe à Greystanes dans la banlieue ouest de Sydney avec sa femme et ses trois enfants et travaille comme agent de sécurité pour subvenir à ses besoins, à ceux de sa famille et de son monastère au Tibet.
De 2000 à 2003, Zatul Rinpoché est nommé représentant du dalaï-lama pour le Japon et l'Asie de l'Est. Depuis 2003, Zatul Rinpoché donne des conférences sur le Tibet, enseigne le tibétain et est interprète pour des Tibétains nouvellement arrivés en Australie ou d'anciens prisonniers politiques tibétains sous un visa humanitaire spécial.
En 2007, Zatul Rinpoché, alors chef de la communauté tibétaine, a exhorté les dirigeants australiens à aborder la question des droits de l'homme avec le président chinois Hu Jintao lors de sa visite en Australie pour la réunion de l'APEC à Sydney les 8 et 9 septembre.
Le documentaire australien de Anne Delaney The Lama of Greystanes réalisé en 1999 lui est consacré.